# ZPAQ
ZPAQとは、 WindowsおよびLinux/MAC用のオープンソースのコマンドラインアーカイバ及びファイルフォーマットである。同作者が作成したPAQの後継に当たる。ジャーナリング形式または追加専用形式を使用しており、データ型と選択された圧縮レベルに応じて、 重複排除等の手法を使用して圧縮する。ZPAQソースコードには、 C++アプリケーションに圧縮および解凍サービスを提供するパブリックドメインAPIのlibzpaqが含まれており、開発用ツールのZPAQdを用いて開発する。

## 特徴
これまで最も圧縮率が優れているとされたRAR及び7zに比べ更に極めて高い圧縮率であり、増分バックアップ(前回作成時から変更されたファイルのみ更新される)ができる事とロールバックが大きな特徴となっている。
公式にはCUIしか対応してないもののPeaZip(日本語対応)などのフロントエンドによってGUIによる圧縮/展開を行うことができる。
またWinRARの様にリカバリレコードこそないものの、細かくブロック分けすることにより可能な限り破損していない部分を取り出せることと解凍時にSHA-1を自動でチェックする機能がある。
公式で仕様を公開しているので、開発者に規格が理解しやすいようになっている(必ずしもOSSの開発が仕様まで公開しているとは限らない)。

## 歴史
- zpaq v1.00  2009年3月12日
- zpaq v3.00　zpaqv2.05とzp v1.03の機能を組み合わせた。2011年7月16日
- zpaq v4.00　bおよびeコマンド、および-jオプションを削除。2011年11月13日
- zpaq v5.00　libzpaqをv6.00aに更新してZPAQLコンパイラーを組み込み。2012年8月27日
- zpaq v6.00　ジャーナリング、増分更新、および重複排除を追加して、大規模なバックアップをサポート。 4つの圧縮レベルとすべてのv5.00機能が含まれる。2012年9月26日
- zpaqd v6.27 zpaq6.27から分離。2013年6月11日
- zpaq v7.00　libzpaqに圧縮方法を追加。 -quiet、-fragment、-fragile、-since、-duplicates、-newkeyオプションを削除。 -to、extract -allの追加。　2015年1月30日
- zpaq v7.15およびzpaqd v7.15　libzpaqの誤ったJITアセンブリを修正。 Macでの「make install」の修正。2016年8月17日